# Болотниковы
Боло́тниковы — древний русский дворянский род.
Род записан в Бархатную книгу. При подаче документов (1686) в Палату Родословных дел из архива семьи были предоставлены: родословная роспись Болотниковых и две жалованные грамоты (1539 и 1553).
Род разделился на две ветви, и каждая имеет свой герб. Представители рода внесены в VI часть дворянских родословных книг Курской, Костромской, Тамбовской и Псковской губерний.

## Происхождение и история рода
По родословным книгам предок их Савлук Болотников выехал из Литвы в Россию при великом князе Василии Ивановиче с сыновьями Феодором и Иваном в начале XVI века и жалован был поместьями в Вяземском уезде. Внук Феодора Савлуковича, Матвей Лобанович, находился рындою при царе Иване IV Васильевиче в 1572 году. В 1556 году в битве при Великих Луках с войсками польского короля Стефана погиб Неделом Рудаков сын Болотникова. Борис, Никита и Андрей Болотниковы, дети боярские Вяземского уезда, подписались в 1565 году по боярине Иване Петровиче Яковле-Захарьине, Андрей — 50, Борис — 25, Никита — 20 рублях. Утеш Никитич находился рындою при царе Иване IV Васильевиче, а Фёдор и Алексей Кауровичи рындами при царевиче Иване Ивановиче в 1572 году.
В 1573 году опричниками Ивана Грозного числились: Григорий Булгакович, Дмитрий Данилович, Иван, Иван и Истома Коверины, Матвей Лобанович, Миня Будаев, Муромец Семейка, Небелой Рудаков, Утеш Никитин, Харьяк Галактионов, Андрей, Фёдор и Олег Коуровичи.
В XVII веке Болотниковы служили в стряпчих, стольниках и дворянах московских. В 1699 году 22 представителя этого рода были владельцами населенных имений. В 1685 году вотчиной в Торопецком уезде Псковской губернии (Порецкая и Старцева волости) пожалован Семён Силич Болотников.

## Описание гербов

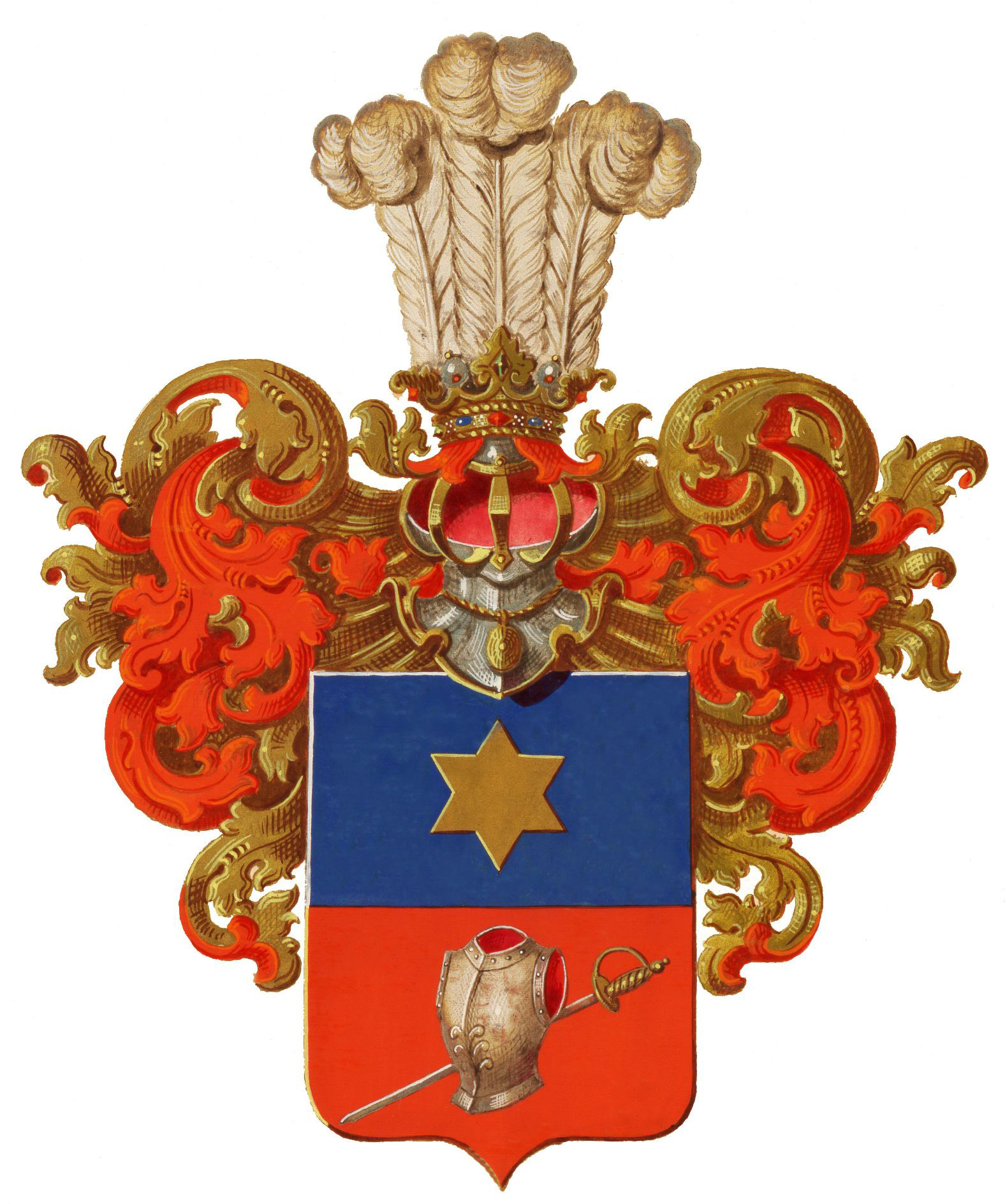
Герб Болотниковых, худ. Г. И. Нарбут

#### Герб. Часть VIII. № 18.
Герб пожалован 25 апреля 1796 года Василию Болотникову: Щит разделён на две части, из коих в верхней в голубом поле изображена золотая шестиугольная звезда, в знак подтверждения его дворянского достоинства. В нижней части в красном поле прямостоящий кирас и шпага, положенная вкось оного эфесом вверх, в знак того, что он продолжал военную службу в Кирасирских полках с похвалою.
Щит увенчан дворянским шлемом и короною с тремя страусовыми перьями. Намёт на щите красный, подложенный золотом. Герб рода Болотниковых внесён в Часть 8 Общего гербовника дворянских родов Российской империи, стр. 18.

#### Герб. Часть IX. № 14.
В верхней части щита, в красном поле, находится с поднятым мечом и щитом воин, скачущий в правую сторону на белом коне. В средней части, разрезанной двумя диагональными чертами, в серебряном поле, на золотом лафете чёрная пушка с сидящей на ней птицею и над ней голубого цвета титло, каковое означено в гербе города Вязьмы, а по сторонам, в правом голубом поле согбенная в латах рука с мечом, которая выше локтя разрублена. В левом красном поле, видна до половины крепость. В нижней части в золотом поле на море изображена флотилия: шесть судов одно другого более, означенные диагонально к левому углу, а седьмое у подошвы щита. Над сею флотилиею в правом верхнем углу сияющее солнце.
Щит увенчан дворянскими шлемом и короною со страусовыми перьями. Намёт на щите голубой и красный, подложенный золотом. Щитодержатели: два льва. Герб рода Болотниковых внесён в Часть 9 Общего гербовника дворянских родов Российской империи, стр. 14.

## Известные представители
- Болотников Фёдор Минич — воевода в Юрьеве-Польском (1608—1609).
- Болотников Иван Иванович — участник избрания в цари Михаила Фёдоровича (1613), дворцовый дьяк (1627—1629).
- Болотников Иван Сулешович — суздальский городской дворянин (1627—1629).
- Болотников Лаврентий Иванович — мещовский городской дворянин (1627—1629).
- Болотников Кузьма Иванович — орловский городской дворянин (1629).
- Болотников Парфений — воевода в Старом-Осколе (1664—1665).
- Болотников Сидор — воевода в Карпове (1664)[9].
- Болотниковы: Иван Парфеньевич, Федот Сидорович — стряпчие (1682—1692).
- Болотниковы: Аким Свиридович, Аким и Фёдор Сидоровичи, Владимир и Парфён Лаврентьевичи, Сидор Кузьмич — московские дворяне (1668—1692).
- Болотниковы: Евстрат и Фёдор Меньшой Сидоровичи — стольники (1689—1692)[10].
- Болотников, Алексей Ульянович (1735—1828) — действительный тайный советник, член Государственного совета, сенатор.
- Болотников, Павел Александрович (1834—1901) — русский контр-адмирал.